# Gabriel Elorde
Gabriel "Flash" Elorde (Bogo, 25 maart 1935 – ?, 2 januari 1985) was een Filipijns bokser. Hij wordt gezien als een van de beste Filipijnse boksers aller tijden.
Elorde werd op 16 maart 1960 de WBC wereldkampioen supervedergewicht door een knockout in de 7e ronde van een gevecht met Harold Gomes. Hij wist zijn titel 10 maal te verdedigen tot hij op 15 juni 1967 verloor van de Japanner. Hij is daarmee nog altijd de langst regerende wereldkampioen supervedergewicht ooit.
Elorde stopte met boksen na 88 overwinning (waarvan 33 op knockout), 27 verloren partijen en 2 maal gelijk. In 1974 werd hij uitgeroepen tot de beste WBC wereldkampioen supervedergewicht ooit.
Na zijn professionele carrière trok hij zich niet terug, maar bleef opvallend aanwezig in de Filipijnse media. Zo speelde hij in diverse reclamesportjes, waaronder een zeer populaire commercial voor San Miguel-bier.
Elorde overleed op 49-jarige leeftijd aan longkanker. Een kleinzoon van Elorde, Juan Martin Elorde, is ook professioneel bokser.
In 1993 werd hij de eerste Aziaat die werd opgenomen in de "International Boxing Hall of Fame". Ook werd hij opgenomen in de "World Boxing Hall of Fame". In 2000 werd Elorde gekozen als een van de beste Filipijnse sporters van het millennium.